# Cruz Gorda, Veracruz
Cruz Gorda är en ort i Mexiko.   Den ligger i kommunen Atzalan och delstaten Veracruz, i den sydöstra delen av landet, 210 km öster om huvudstaden Mexico City. Cruz Gorda ligger 897 meter över havet och antalet invånare är 155.
Terrängen runt Cruz Gorda är huvudsakligen kuperad, men västerut är den bergig. Runt Cruz Gorda är det ganska tätbefolkat, med 93 invånare per kvadratkilometer. Närmaste större samhälle är Teziutlan, 17,5 km väster om Cruz Gorda. I omgivningarna runt Cruz Gorda växer i huvudsak städsegrön lövskog.